# I ragazzi del juke-box
I ragazzi del juke-box è un film musicarello del 1959 diretto da Lucio Fulci.
Il titolo riprende quello di una canzone di Adriano Celentano, edita sul lato B del disco a 45 giri che comprende anche Il tuo bacio è come un rock, i cui testi sono di Piero Vivarelli e Lucio Fulci, autori, con Vittorio Vighi, del soggetto e della sceneggiatura del film, di cui Fulci è pure regista.
Più che per il soggetto e la sceneggiatura, merita di essere considerato per il cast comprendente alcuni fra i maggiori personaggi della musica leggera italiana al tempo degli urlatori. La pellicola vede il primo successo cinematografico di Adriano Celentano (che l'anno precedente aveva fatto una prima apparizione in I frenetici) e comprende ad esempio la versione della band I Campioni del brano considerato il primo rock'n roll italiano, Ciao ti dirò del 1958 con testo di Giorgio Calabrese e musica di Gian Franco Reverberi  interpretato già da Giorgio Gaber e poi da Ricky Gianco.

## Trama
Il film costituisce il pretesto per una carrellata di motivi di successo. La trama si sviluppa attorno a figure di carattere: il 'commendatore' Cesari, proprietario di una casa di edizioni musicali melodiche, la figlia Giulia, appassionata per contro della musica moderna degli urlatori. Cesari, per ripicca verso la figlia, fonda dei club intitolati al cantante melodico Claudio Appio. A sua volta Giulia frequenta La fogna, un locale frequentato da giovani rocker.
Mentre il contrasto fra genitore e figlia va via via accentuandosi, gli urlatori provocano uno scandalo che porta all'arresto del Commendatore. Giulia può prendere così le redini dell'azienda ed iniziare a produrre, con buoni esiti, il nuovo genere musicale. Il lieto fine è scontato: al momento del rilascio il commendator Cesari capisce che la figlia aveva visto giusto e decide così di appoggiare anch'egli i cantanti urlatori.

## Incassi
Incasso accertato sino a tutto il 31 marzo 1964 Lit. 425.423.687